# Лојна
Лојна (њем. Leuna) град је у њемачкој савезној држави Саксонија-Анхалт. Једно је од 29 општинских средишта округа Зале. Према процјени из 2010. у граду је живјело 14.653 становника. Посједује регионалну шифру (AGS) 15088205.

## Географски и демографски подаци
Лојна се налази у савезној држави Саксонија-Анхалт у округу Зале. Град се налази на надморској висини од 99 метара. Површина општине износи 86,7 km². У самом граду је, према процјени из 2010. године, живјело 14.653 становника. Просјечна густина становништва износи 169 становника/km².